# Севров, Константин Павлович
Константин Павлович Севров (1904—1972) — советский учёный, создатель научной школы по смесительным машинам. Доктор технических наук, профессор. Заведующий кафедрой «Строительные и дорожные машины» («Строительные и дорожные машины и оборудование») (1940—1971) Саратовского политехнического института (СПИ).

## Биография
Родился 3 ноября 1904 года. Трудовую деятельность начал в 1927 году. После окончания техникума работал техником-конструктором на Белорецком металлургическом заводе (1928—1932) . В 1931 году окончил Ленинградский автомобильно-дорожный институт. С 1932 по 1935 годы учился в аспирантуре ЛАДИ.
В 1935 году — научный сотрудник Центрального научно-исследовательского института автогужевых дорог и дорожных машин (ЦДОРНИИ). Защитил диссертацию на соискание степени кандидата технических наук по теме «Анализ отдельных конструкций и исследование работы грейдеров». Защита состоялась в Ленинградском автодорожном институте. Научный руководитель — А.И. Анохин  . В диссертационной работе рассмотрены характеристики различных конструкций грейдеров, дан обзор теоретических исследований рабочих установок и профиля ножа, исследовалась работа грейдеров на профилировании дорожного полотна.
С 1935 по 1971 годы работал на машиностроительном факультете  Саратовского автодорожного института(Саратовского политехнического института).
С 1940 по 1971 год руководил кафедрой «Строительные и дорожные машины» («Строительные и дорожные машины и оборудование») СПИ.
В 1942 году руководил механизированной бригадой для ведения оборонительных работ на базе гаража Саратовского автодорожного института (САДИ). С 1942 по 1943 годы являлся заместителем декана дорожного факультета САДИ.
С 1944 по 1946 годы являлся ученым секретарем института.
В 1950 году на автодорожном факультете САДИ был создан первый в истории вуза совет факультета. Доцент К. И. Севров входил в первый состав совета.
В 1950-е годы под руководством кандидата технических наук, доцента К. П. Севрова на автофаке были созданы новые конструкции дорожно-строительных машин .
С 1935 по 1964 год — доцент кафедры «Дорожные и строительные машины» . В 1964 году получил звание профессора.

## Научная и практическая деятельность
Проводил исследования рабочих процессов смесительных машин, занимался вопросами повышения интенсивности и эффективности приготовления различных смесей  .
К. П. Севров основал научную школу  по смесительным машинам для приготовления асфальтобетонных смесей, благодаря чему кафедра получила широкую известность среди ученых и специалистов отрасли. Создатель лаборатории «Исследование рабочих процессов дорожно-строительных машин».

### Научное руководство
К. П. Севров являлся научным руководителем ряда диссертационных исследований.
- М. И. Фомин. Методика выбора и определения основных параметров катка для укатки асфальтового бетона: автореферат диссертации на соискание степени кандидата технических наук. Научные руководители: А. К. Бируля, К. П. Севров ; Саратовский автомобильно-дорожный институт. — Саратов, 1956. — 16 с.[5]
- В. В. Сластенов. Исследование безрезонансного управляемого вибропривода строительных машин: автореферат диссертации на соискание степени кандидата технических наук. Научный руководитель К. П. Севров ; Саратовский политехнический институт. — Саратов, 1965. — 20 с.[5]
- В. В. Викулов. Исследование параметров и режимов работы маятникового виброактиватора: автореферат диссертации на соискание степени кандидата технических наук. Научные руководители К. П. Севров, В. В. Сластенов ; Саратовский политехнический институт. — Саратов, 1971. — 24 с.[5]
- А. П. Кобзев. Исследование по определению оптимальных параметров кулачковых вибрационных катков: автореферат диссертации на соискание степени кандидата технических наук. Научный руководитель К. П. Севров ; Саратовский политехнический институт. — Саратов, 1970. — 28 с.[5]
- Н. В. Михайлов. Исследование процесса виброперемешивания цементно-песчаных смесей : автореферат диссертации на соискание степени кандидата технических наук. Научный руководитель К. П. Севров ; Саратовский политехнический институт. — Саратов, 1965. — 21 с.[5][11].

Участвовал в подготовке научно-педагогических кадров технического профиля г. Пензы .

### Научно-методические труды
Имеет 55 публикаций, и 2 авторских свидетельства на изобретение .
- К. П. Севров, Б.С. Туровский.  Под редакцией профессора А. И. Анохина. Профилирование грунтовых дорог. — Ленинград: Гострансиздат. Ленинградское отделение, 1934. — 137 с.[13].
- К. П. Севров, Б.С. Туровский.  Под редакцией профессора А. И. Анохина. Технические правила по устройству корыта прицепными грейдерами. — Ленинград: Гострансиздат. Ленинградское отделение, 1935. — 34 с.[3].
- К. П. Севров. Анализ отдельных конструкций и исследование работы грейдеров [Рукопись] : диссертация. — Ленинград: Ленинградский автодорожный институт, 1935. — 203 с.[5].
- К. П. Севров, Н. И. Наумец.  Под редакцией профессора А. И. Анохина. Техминимум грейдериста. — Ленинград: Гострансиздат. Ленинградское отделение, 1937. — 137 с.
- К. П. Севров. Грейдер. Устройство и работа. — Москва, Ленинград: Наркомхоз РСФСР, 1938. — 100 с.
- Под редакцией И.И. Прокофьева, В.И. Каминского, Г.И. Климчицкого, К.И. Штауба, К.П. Севрова, И.С. Ротенбурга. Труды Саратовского автомобильно-дорожного института имени В. М. Молотова. — Сб. 3. — Саратов: Саратовское областное государственное издательство, 1939.
- К.П. Севров, Н.И. Наумец, М.И. Ритов, Б.П. Шефтель. Под редакцией В.А. Либина. Механизация земляных дорожно-строительных работ. — Москва: Дориздат, 1940. — 348 с.
- К.П. Севров и др. Дорожные машины. Основы теории и расчета: Учебное пособие. — Москва: Дориздат, 1950. — 372 с.
- К.П. Севров, И.И. Мер. Исследование перемешивания минеральных смесей с битумом в лопастном смесителе. — Труды Саратовского автодорожного ин-та. — Сб. 12. — С. 16—28. — Саратов: Саратовское книжное издание, 1953.
- К. П. Севров, Д. А. Лозовой, И. И. Мер. Прицепные и навесные дорожные машины: Справочник тракториста. — Москва: Автотрансиздат, 1955. — 402 с.[5]
- К. П. Севров. Работа перемешивания в лопастных мешалках. — Саратов: Саратовский автодорожный институт, 1957. — 194 с.
- К.П. Севров. Исследование перемешивания асфальтобетонной смеси при разных размерах и числе лопастей мешалки. — Сборник научных сообшениц (в помощь промышленности), Вып. 15. — С. 3—17. — Саратов: Саратовский автодорожный институт, 1959.
- К.П. Севров. Исследование работы перемешивания в лопастных мешалках. — Труды Саратовского автодорожного ин-та. — Сб. 16, Вып. 1. — С. 115—134. — Саратов, 1959.
- К.П. Севров. Работа смесителей и методика расчета их основных параметров при перемешивании минеральных смесей с органическими вяжущими материалами. — Саратов: Саратовское книжное издание, 1962. — 178 с.
- К.П. Севров. Расчет параметров лопастных мешалок периодического действия для асфальтобетонных смесей. — Строительные и дорожные машины. — №10. — С. 25—28. — 1962.
- К.П. Севров, Д.А. Лозовой, В.А. Кабалкин и др. Дорожно-строительные машины : Учебное пособие. — Москва: Машиностроение, 1965. — 384 с.[5]
- К.П. Севров и др. Об оптимальном угле лопастей мешалок асфальтобетона. — Изв. вузов. Строительство и архитектура. — №12. — С. 132—135. — 1965.
- С. К. Еськов, Ш. С.-Л. Кравцов, В. И. Рядненко, К. П. Севров. Авторское свидетельство №285558 на изобретение «Двухвальная мешалка периодического действия». — СССР, 1966. — 2 с.[14]
- К.П. Севров, Б. В. Горячко, А. А. Покровский. Автогрейдеры: конструкции, теория, расчет. — Москва: Машиностроение, 1970. — 192 с.[5]
- А.П. Кобзев, К.П. Севров. Выбор динамической модели и частотного режима кулачкового вибрационного катка. — Строительные и дорожные машины: Сборник научных трудов СПИ. - С. 58 - 63. — Саратов: Саратовский политехнический институт, 1970.[15]
- К.П. Севров, Л.П. Камчатнов. Установки для приготовления асфальтобетонных и битумоминеральных смесей. — Москва: Машиностроение, 1971. — 129 с.[5]
- В. С. Потоцкий, К. П. Севров. Наибольшая крупность компонентов смеси при перемешивании в лопастных мешалках. — Известия высших учебных заведений. Раздел «Строительство и архитектура». - С. 162—166. — Новосибирск: НИСИ, 1958, 1971. — 191 с.[5]
- Под редакцией проф. К. П. Севрова. Исследование параметров и расчеты дорожно-строительных машин : Сборник статей. — Саратовский политехнический институт. Научные труды. — Вып. 52. — Саратов, 1972. — 119 с.

## Награды
- Орден «Знак почета»
- медаль «За трудовое отличие»
- медаль «За доблестный труд в Великой Отечественной войне 1941—1945 гг.»
- медаль «За трудовую доблесть» [2]
- грамота «За образцовую работу в дорожном хозяйстве» Главного управления шоссейных дорог НКВД СССР (1940) [16]